# Zierbena
Zierbena város Spanyolországban,  Bizkaia tartományban. Zierbena Abanto-Zierbena, Muskiz és Santurtzi községekkel határos. Lakosainak száma 1493 fő (2024).

## Népesség
A település népessége az utóbbi években az alábbiak szerint változott:
| Lakosok száma | 1177 | 1265 | 1299 | 1382 | 1461 | 1498 | 1497 | 1490 | 1485 | 1493 |
|               | 2001 | 2004 | 2007 | 2009 | 2012 | 2014 | 2017 | 2019 | 2022 | 2024 |